# Cuộc bạo loạn Jeltoqsan
Jeltoqsan (tiếng Kazakh: Желтоқсан көтерілісі, Jeltoqsan kóterilisi) hay còn gọi là Zheltoksan hoặc tháng 12 năm 1986 là những cuộc biểu tình diễn ra ở Alma-Ata, Cộng hòa Xã hội chủ nghĩa Xô viết Kazakhstan,Đáp lại việc Tổng Bí thư Đảng Cộng sản Liên Xô Mikhail Gorbachev sa thải Dinmukhamed Kunaev,Bí thư của Đảng Cộng sản Kazakhstan và việc bổ nhiệm Gennady Kolbin, một người ngoại quốc của Cộng hòa Xã hội chủ nghĩa Xô viết Liên bang Nga. Một số nguồn nói rằng Kolbin là người Nga.
Các sự kiện kéo dài từ ngày 16 đến ngày 19 tháng 12 năm 1986.Các cuộc biểu tình bắt đầu vào sáng ngày 17 tháng 12, khi một cuộc biểu tình của sinh viên thu hút hàng ngàn người tham gia khi họ hành quân qua Quảng trường Brezhnev (nay là Quảng trường Cộng hòa) qua tòa nhà Ủy ban Trung ương Đảng Cộng sản. Kết quả là, quân đội nội bộ và lực lượng OMON tiến vào thành phố, bạo lực nổ ra khắp thành phố. Trong những ngày tiếp theo, các cuộc biểu tình lan truyền đến Shymkent, Taldykorgan, và Karaganda. Cuộc biểu tình góp phần gây ra sự tan rã của Liên Xô nói riêng và chủ nghĩa cộng sản nói chung sau này.

## Ước tính số người biểu tình
Ước tính số lượng người biểu tình khác nhau.
Các báo cáo ban đầu từ Moskva cho biết khoảng 200 người đã tham gia vào các cuộc bạo loạn. Các báo cáo sau đó từ các nhà chức trách Kazakhstan Xô viết ước tính rằng các cuộc bạo loạn đã thu hút 3.000 người.
Các ước tính khác có ít nhất 30.000 đến 40.000 người biểu tình, với 5.000 người bị bắt và bỏ tù, và một số thương vong không xác định. Lãnh đạo Jeltoqsan cho biết hơn 60.000 người Kazakhstan tham gia vào các cuộc biểu tình trên toàn quốc.
Ở Karaganda, 54 sinh viên bị đuổi khỏi các trường đại học và năm sinh viên bị truy tố.

## Tổn thất
Theo chính phủ Cộng hòa Xã hội chủ nghĩa Xô viết Kazakhstan, đã có hai người thiệt mạng trong các cuộc bạo loạn, bao gồm một nhân viên cảnh sát tình nguyện và một sinh viên. Cả hai đều chết vì bị đánh vào đầu. Khoảng 100 người khác đã bị giam giữ và một số người khác bị kết án trong các trại lao động.
Hai sinh viên Kazakhstan Kayrat Ryskulbekov và Lazat Asanova là một trong các nạn nhân bị đánh .